# Condado de Indiana
O Condado de Indiana é um dos 67 condados do Estado americano da Pensilvânia. A sede do condado é Indiana, e sua maior cidade é Indiana. O condado possui uma área de 2 161 km²(dos quais 13 km² estão cobertos por água), uma população de 89 605 habitantes, e uma densidade populacional de 42 hab/km² (segundo o censo nacional de 2000). O condado foi fundado em 30 de março de 1803.